# Lluis Quintana-Murci
Pour les articles homonymes, voir Quintana.
Quintana  Murci est un nom espagnol. Le premier nom de famille, en général paternel, est Quintana ; le second, en général maternel, souvent omis, est Murci.
Lluís Quintana Murci, né le 26 mars 1970 à Palma, dans les îles Baléares, en Espagne, est un biologiste et généticien des populations franco-espagnol, connu pour ses recherches sur la diversité du génome à travers les populations humaines et sa relation avec l'exposition aux maladies infectieuses. Directeur de recherche à l'Institut Pasteur, il est professeur au Collège de France et membre de l'Académie des sciences.

## Formation
Après avoir obtenu sa licence de biologie en 1993 à l'université de Barcelone, en Espagne, Lluis Quintana-Murci obtient en 1999 un doctorat en génétique humaine à l'université de Pavie, en Italie. Il obtient en 2005 son habilitation à diriger des recherches à Sorbonne-Université, à Paris.

## Parcours professionnel
Après un stage postdoctoral à l’Institut Pasteur, et plusieurs séjours au sein de l'Université d'Oxford (Royaume-Uni) et l'Université de l'Arizona (Tucson, USA), il a intégré le CNRS en 2001, d’abord comme Chargé de Recherches jusqu’en 2007 puis comme Directeur de Recherches jusqu’en 2019. Depuis 2007, il dirige l’Unité de Génétique Evolutive Humaine à l’Institut Pasteur et il a été également Directeur scientifique de l’Institut Pasteur en 2016-2017. Il a été professeur invité à l'Université Rockefeller (New York) pendant l’été 2018.
Il est depuis 2019 professeur au Collège de France, où il est titulaire de la chaire Génomique humaine et évolution.

## Travaux scientifiques
Lluis Quintana-Murci est un généticien des populations dont les recherches portent sur l’étude de l’architecture génétique des populations humaines et le rôle de la diversité génétique dans l’adaptation. En particulier, son laboratoire utilise des données génomiques pour déduire l’histoire démographique passée des populations humaines, avec un accent particulier sur l’Afrique et le Pacifique, et pour disséquer les différentes façons dont la sélection naturelle peut agir sur le génome humain. Son équipe s’intéresse particulièrement à l’étude de la pression que les agents pathogènes ont exercée sur les gènes de l’immunité humaine. Au cours des dernières années, son équipe a également corrélé les variations génétiques et épigénétiques dans des populations d’ascendance et de mode de vie différents avec des phénotypes moléculaires liés aux réponses immunitaires, afin d’identifier les mécanismes qui ont été cruciaux pour notre survie passée et présente contre l’infection. Dans ce contexte, ses recherches portent sur l’étude des facteurs génétiques, épigénétiques et environnementaux qui provoquent la variation des réponses immunitaires, car cela permet de jeter les bases d’une génomique personnalisée liée aux maladies infectieuses et immunitaires. Son laboratoire combine des approches de génétique moléculaire et de génétique des populations avec la modélisation computationnelle et le développement de nouveaux cadres statistiques.
Les connaissances fondamentales acquises lors de ces travaux ont des conséquences importantes sur des études de génétique humaine à visée médicale, dont l’objectif est d’identifier les bases génétiques de la résistance ou de la susceptibilité aux maladies infectieuses.
Son équipe intègre des techniques de pointe en génomique, immunologie de systèmes, biologie moléculaire et bio-informatique, afin de mieux comprendre les facteurs à l’origine de la diversité du système immunitaire, ouvrant ainsi la voie à la médecine de précision. Les recherches de Lluis Quintana-Murci utilisent une approche multidisciplinaire qui intègre la génétique humaine, la génétique des populations, l'anthropologie, l’épidémiologie et l’immunologie.

## Organismes et associations
- Membre de l'Organisation européenne de biologie moléculaire (2014)
- Membre de l'Academia Europaea (2014)
- Membre de l'Académie des sciences, section Biologie humaine et sciences médicales (2019)

## Prix et distinctions
- Médaille de bronze du CNRS (2008)[2]
- Prix Georges, Jacques et Elias Canetti de l'Institut Pasteur (2009)[3]
- Lauréat du Conseil européen de la recherche (2012)
- Médaille d'argent du CNRS (2013)
- Grand prix de médecine et recherche biomédicale “Jean Hamburger”, Ville de Paris (2014)
- Prix Mergier-Bourdeix, Académie des sciences (2015)
- Médaille d'or des îles Baléares (2018)
- Prix René et Andrée Duquesne, Institut Pasteur (2019)
- Prix Fondation Allianz – Institut de France (2019)

## Publications

### Ouvrages
- Une histoire génétique : notre diversité, notre évolution, notre adaptation, Paris, Collège de France / Fayard, coll. « Leçons inaugurales du Collège de France », n° 295, 2021  (ISBN 978-2-213-71802-6)
- Le Peuple des humains. Sur les traces génétiques des migrations, métissages et adaptations, Paris, éd. Odile Jacob, 2021 « Mieux connaître l'individu, dans le détail génétique de sa constitution, permettra de le soigner avec plus de pertinence et d’acuité. En connaissant mieux la nature et ses mécanismes, on peut les utiliser plus efficacement pour remédier à nos faiblesses ou lutter contre les agents pathogènes causant les maladies infectieuses[4]. »

### Articles scientifiques majeurs
- Choin J, Mendoza-Revilla J, Arauna LR, Cuadros-Espinoza S, Cassar O, Larena M, Min-Shan Ko A, Harmant C, Laurent R, Verdu P, Laval G, Boland A, Olaso R, Deleuze JF, Valentin F, Ko YC, Jakobsson M, Gessain A, Excoffier L, Stoneking M, Patin E, Quintana-Murci L (2021) « Genomic insights into population history and biological adaptation in Oceania ». Nature 592(7855):583-589 PMID 33854233
- Kerner G, Laval G, Patin E, Boisson-Dupuis S, Abel L, Casanova JL, Quintana-Murci L (2021) « Human ancient DNA analyses reveal the high burden of tuberculosis in Europeans over the last 2,000 years ». American Journal of Human Genetics 108(3):517-524 PMID 33667394
- Quintana-Murci L (2019) « Human Immunology through the Lens of Evolutionary Genetics ». Cell 177(1):184-199 PMID 30901539
- Piasecka B, Duffy D, Urrutia A, Quach H, Patin E, Posseme C, Bergstedt J, Charbit B, Rouilly V, MacPherson C, Hasan M, Albaud B, Gentien D, Fellay J, Albert M, Quintana-Murci L. & the Milieu Intérieur Consortium (2018). « Distinctive Roles of Age, Sex and Genetics in Shaping Transcriptional Variation of Human Immune Responses to Microbial Challenges ». Proceedings of the National Academy of Sciences USA 115(3):E488-E497 PMID 29282317
- Lopez M, Kousathanas A, Quach H, Harmant C, Mouguiama P, Hombert JM, Froment A, Perry GH, Barreiro LB, Verdu P, Patin E, Quintana-Murci L (2018). « The demographic history and mutational load of African hunter-gatherers and farmers ». Nature Ecology and Evolution 2(4):721-730 PMID 29531345
- Patin E, Lopez M, Grollemund R, Verdu P, Harmant C, Quach H, Laval G, Perry GH, Barreiro LB, Froment A, Heyer E, Massougbodji A, Fortes-Lima C, Migot-Nabias F, Bellis G, Dugoujon JM, Pereira JB, Fernandes V, Pereira L, Van der Veen L, Mouguiama-Daouda P, Bustamante CD, Hombert JM, Quintana-Murci L (2017) « Dispersals and genetic adaptation of Bantu-speaking populations in Africa and North America ». Science 356: 543–546 PMID 28473590
- Quach H, Rotival M, Pothlichet J, Loh YE, Dannemann M, Zidane N, Laval G, Patin E, Harmant C, Lopez M, Deschamps M, Naffakh N, Duffy D, Coen A, Leroux-Roels G, Clément F, Boland A, Deleuze JF, Kelso J, Albert ML, Quintana-Murci L (2016) « Genetic Adaptation and Neandertal Admixture Shaped the Immune System of Human Populations ». Cell 167(3):643-656 PMID 27768888
- Fagny M, Patin E, MacIsaac JL, Rotival M, Flutre T, Jones MJ, Siddle KJ, Quach H, Harmant C, McEwen LM, Froment A, Heyer E, Gessain A, Betsem E, Mouguiama-Daouda P, Hombert JM, Perry GH, Barreiro LB, Kobor MS, Quintana-Murci L (2015) « The epigenomic landscape of African rainforest hunter-gatherers and farmers ». Nature Communications 6:10047 PMID 26616214
- Manry J, Laval G, Patin E, Fornarino S, Itan Y, Fumagalli M, Sironi M, Tichit M, Bouchier C, Casanova JL, Barreiro LB & Quintana-Murci L (2011) « Evolutionary genetic dissection of human interferons ». Journal of Experimental Medicine 208, 2747-2759 PMID 22162829
- Barreiro LB, Quintana-Murci L (2010) « From evolutionary genetics to human immunology: how selection shapes host defence genes ». Nature Reviews Genetics 11(1):17-30 PMID 19953080
- Barreiro, L.B., Laval, G., Quach, H., Patin, E. & Quintana-Murci, L. (2008) « Natural selection has driven population differentiation in modern humans ». Nature Genetics 40, 340-345 PMID 18246066
- Quintana-Murci, L., Semino, O., Bandelt, H.J., Passarino, G., McElreavey, K. & Santachiara- Benerecetti, A.S. (1999) « Genetic evidence of an early exit of Homo sapiens sapiens from Africa through eastern Africa ». Nature Genetics 23, 437-441 PMID 10581031